# Rijksbeschermd gezicht Ameide
Gezicht Ameide is een van rijkswege beschermd stadsgezicht in Ameide  in de Utrechtse gemeente Vijfheerenlanden. De procedure voor aanwijzing werd gestart op 5 november 1987. Het gebied werd op 8 december 1992 definitief aangewezen. Het beschermd gezicht beslaat een oppervlakte van 20,5 hectare.
Panden die binnen een beschermd gezicht vallen krijgen niet automatisch de status van beschermd monument. Wel zal de gemeente het bestemmingsplan aanpassen om nieuwe ontwikkelingen in het gebied te reguleren. De gezichtsbescherming richt zich op de stedenbouwkundige en cultuurhistorische waardering van een gebied en wil het toekomstig functioneren daarvan veiligstellen.